# Xizambi
Xizambi (Xitsonga), auch zambi, tshizambi, chizambi, chimazambi, ist ein Mundbogen bei den Tsonga und bei benachbarten Ethnien im Süden von Mosambik und im Norden von Südafrika, dessen mit Kerben versehener Saitenträger mit einem Stab gestrichen wird. Nach der Tonerzeugung wie bei einem Schrapinstrument ist der xizambi ein Schrapbogen oder Reibebogen (englisch friction bow), nach der Form ein Musikbogen, dessen Saite mit dem Mund verstärkt wird, also der einfachste Typ eines Saiteninstruments. Zugleich werden am Stab befestigte Gefäßrasseln in Schwingungen versetzt, was den Musikbogen zugleich zu einem mittelbar angeregten Idiophon macht. Der xizambi gilt als das beliebteste traditionelle Musikinstrument der Tsonga und ist für deren Musik charakteristisch.

## Bauform und Stimmung

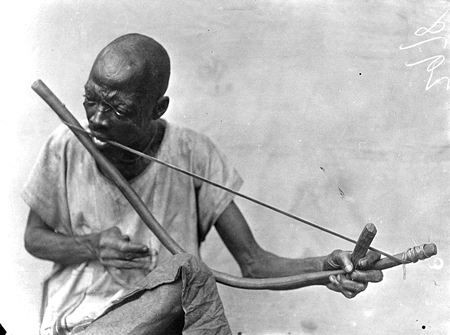
Mundbogenspieler im Bundesstaat Cross River in Nigeria um 1910. Die Spielhaltung ist ähnlich wie beim xizambi.

Ein Musikbogen besteht aus einem biegsamen und gebogenen Stab, der eine an beiden Enden festgebundene Saite unter Spannung hält. Ähnlich einfach konstruiert ist eine Stabzither, über deren starren Saitenträger parallel eine Saite gespannt ist. In beiden Fällen ist zur Klangverstärkung ein Resonanzkörper seitlich am Stab angebracht. Beim Mundbogen ersetzt der Mundraum des Spielers, mit dem die Saite oder der Bogenstab an einem Ende umschlossen wird, den Resonanzkörper. Häufig wird die Saite durch regelmäßige Schläge mit einem Stäbchen direkt angeregt, bei den Schrapbögen gibt der Trägerstab die Schwingungen an die Saite weiter.
Der leicht gekrümmte Saitenträger des xizambi ist 36 bis 48 Zentimeter lang, hat einen Durchmesser von 1,5 Zentimetern und besteht aus einem Zweig von Brachylaena discolor (Xitsonga mphata). Zwischen beiden Enden des Saitenträgers (mphonwani) wird als Saite ein gut ein Zentimeter breiter Blattstreifen der Rohrkolbenart Typha capensis oder der Doumpalmenart Hyphaene petersiana (Xitsonga nala, Shona murara) gespannt. Der Spieler hält ein Ende des Mundbogens mit der linken Hand seitwärts von seinem Kopf und drückt das andere Ende so gegen Kinn und Backen der rechten Gesichtshälfte, dass die Saite zwischen seinen Lippen verläuft. Die leicht geöffneten Lippen sollten die Saite nicht berühren. Mit einem oder mehreren Fingern der linken Hand kann er durch seitlichen Druck die Saite verkürzen. An der in dieser Haltung vom Spieler abgewandten Seite ist der Saitenträger im mittleren Bereich gleichmäßig gekerbt. Um den Saitenträger in Schwingungen zu versetzen, streicht er mit dem Schrapstab in schnellen Bewegungen über die Einkerbungen. Die Kerben, deren Abstand dem Durchmesser des Schrapstabes entspricht, werden mit dem Messer senkrecht eingeschnitten, jedoch nicht über die gesamte Breite des Stabes, um dessen Stabilität nicht zu gefährden.
Der Schrapstab (fahlwana) besteht aus einem etwa 36 Zentimeter langen, geraden Holzstab, auf den in der Mitte zwei oder drei mit Rasselkörpern (Bohnensamen oder Steinchen) gefüllte Fruchtschalen als Gefäßrasseln (maronge) aufgespießt sind. Auf das obere, ausgedünnte Viertel des Stabs wird ein aufgebohrtes Holzrohr mit einer geriffelten Oberfläche aufgesteckt. Mit diesem streicht der Spieler über den Bogenstab, während das andere Ende des Schrapstabs als Handgriff dient. Mit der rechten Hand führt er den Stab von unten und bewirkt mit der Pendelbewegung zugleich ein prasselndes Geräusch der Samen in den Rasselkörpern. Instrumentenkundlich wird der Schrapstab den mittelbar geschlagenen Idiophonen zugeordnet. 
Über dem nicht hörbaren Grundton produziert die leere Saite eine Reihe von Obertönen. Der zweite harmonische Oberton ist ständig zu hören, auch wenn der Spieler mit einem Finger die Saite verkürzt, um ein bis vier Tonstufen (etwa 200 bis 500 Cent) höhere Töne zu produzieren. Über dem zweiten Oberton erzeugt der Spieler eine mit seinem Mundraum beeinflussbare Klangverstärkung vom dritten bis zum siebten (oder neunten) Oberton. Die Saite darf für die gewünschte Tonhöhe nicht zu lose gespannt sein, bei zu fester Spannung reißt sie jedoch. Die einschränkenden Eigenschaften der Saite und die begrenzten Griffmöglichkeiten mit der linken Hand ergeben einen relativ standardisierten Tonvorrat des xizambi. Hauptsächlich zu hören ist der vierte Oberton, der zwei Oktaven über dem unhörbaren Grundton liegt. Für bestimmte Melodien passen manche Musiker die Saitenspannung an oder verwenden ein Instrument von anderer Größe. Durch die ständige Vor-und-zurück-Bewegung des Schrapstabs entsteht ein andauernder Saitenton. Der Schrapstab ergänzt ein rhythmisches Muster, das gleichmäßig, abgehackt, laut oder unbetont sein kann. Die Töne und Tonfolgen werden durch inhaltsleere Silben memoriert und unterrichtet, etwa durch die Silbenfolge hlawa-hlawa.

## Verbreitung
Der xizambi wird traditionell nur von Männern gespielt und ist außer bei den Tsonga von Mosambik und Südafrika bei den Hlengwe, Karanga und Ndau im Südosten von Simbabwe sowie bei den Ndau, Chopi und Tswa im Süden von Mosambik verbreitet. Die ǃKung in Angola, Namibia und Botswana verwenden den häufig etwas größeren Schrapbogen nxoronxoro (nxonxoro), der jedoch mit der linken Hand mehr nach vorne gehalten wird, weshalb der Spieler mit dem Stab über den Bogen auf der ihm zugewandten Seite reibt. Dieser Stab hat keine Rasseln. Anstatt mit den Fingern kann der Spieler des nxoronxoro die Saite mit einem kurzen Stab in der linken Hand verkürzen. Die Musikbögen der ǃKung stammen entweder aus der eigenen Tradition oder wurden, wie der mit dem Mund verstärkte Schrapbogen kawayawaya der  Mbwela und Ng’kangela in Angola, von den Bantu übernommen. Der früher verwendete Schrapbogen nǃkali der ǃKung in Angola war ein dem xizambi ähnlicher Mundbogen, der aus einem feuchten Zweig hergestellt wurde.
Bei den südafrikanischen Zulu ist der seltene, mit dem Mund verstärkte Schrapbogen isizembe bekannt, dessen Form und Name auf eine Herkunft vom xizambi der Tsonga hinweist. Ein entsprechender Schrapbogen bei den Venda heißt tshizambi. Die Herstellungsmethoden des Schrapbogens unterscheiden sich bei den drei Ethnien. Während Percival Robson Kirby (1934) beschreibt, dass der xizambi-Saitenträger zuerst über dem Feuer erhitzt und dann an den Enden ausgedünnt wird, sodass sich die Enden unter der Saitenspannung biegen, wird beim isizembe ein grüner Zweig von der Rinde befreit, an den Enden ausgedünnt und mit einer Saite aus einem Blattstreifen der Doumpalme gespannt. In Namibia wurde ein kaholoholo  genannter, mit dem Mund verstärkter Schrapbogen beobachtet, der von Männern gespielt wird. Sein Saitenträger ist im Bereich der Einkerbungen in der Mitte gerade und an den Enden beinahe rechtwinklig aufgebogen. Des Weiteren sind Schrapbögen im Süden des Kongo verbreitet.
Neben Schrapbögen kommen im südlichen Afrika auch gestrichene Musikbögen vor. Der umrhubhe der Xhosa ist ein Mundbogen, der vor dem Körper senkrecht nach unten gehalten und dessen Saite mit einem dünnen Stab gestrichen wird. Der Spieler umfasst beim umrhubhe mit den  Lippen den Bogenstab, nicht die Saite. Ferner gibt es einsaitige Zithern, deren Saite mit einem Bogen gestrichen wird. Zu den Stabzithern gehört die in Südafrika gespielte isankuni, deren gerader Saitenträger aus einem Blechkanister herausragt, der als Resonator dient. Etwas aufwendiger konstruiert ist die Schalenzither segankuru, die aus einem schalenförmig ausgehöhlten Holzstab als Resonator und zusätzlich einem Blechkanister besteht und vermutlich aus der mit dem Mund verstärkten Zither tshidzholo hervorgegangen ist. Durch Reibung lassen sich auch Membranophone anregen, etwa die von den Humbi und Handa im Südwesten Angolas gespielte Reibtrommel pwita, deren kratziger Ton einem Musikbogen ähnelt.
Die Art der Kombination zweier grundverschiedener Instrumentengruppen – Saiteninstrument und Idiophon – ist zwar eine Besonderheit des xizambi, in der afrikanischen Instrumentaltradition werden jedoch zahlreiche Methoden angewandt, um den Melodieton durch einen geräuschhaften Ton zu verändern oder zu ergänzen. Der gewünschte Klangeffekt bei Xylophonen entsteht durch an den Resonanzkörpern angebrachte Mirlitone, also aus der Kombination von Idiophon und Membranophon. Solche Mirlitone finden sich auch an den Resonatoren von Stabzithern. Häufig werden bei Stabzithern und Musikbögen zusammen mit dem Schlagstab Gefäßrasseln in der Hand gehalten. Separate Rasseln, die der Musiker während des Musikbogenspiels schüttelt, sind besonders im ostafrikanischen Zwischenseengebiet verbreitet. Diese Spielweise gelangte mit dem Kalebassen-Musikbogen berimbau nach Brasilien. Berimbau-Spieler halten mit dem Schlagstab ein geflochtenes Körbchen in der Hand, das mit Samen, Steinchen oder Muscheln gefüllt ist.
In einer abgelegenen Region in Zentralindien verwenden Frauen die Kombination aus Musikbogen und Schrapinstrument dhankul zur rhythmischen Begleitung epischer Gesänge, indem sie mit der linken Hand die Saite zupfen und mit einem Bambusbesen in der rechten Hand über den geriffelten Bogen streichen.

## Spielweise

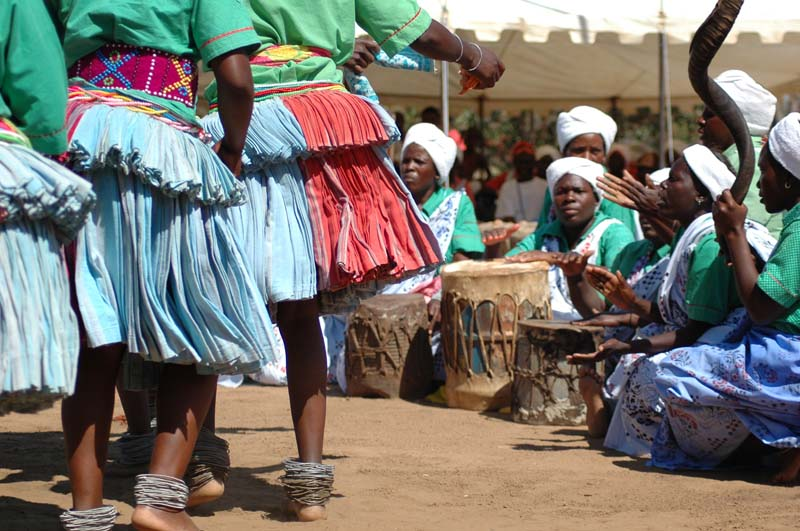
Tsonga-Tänzerinnen und Trommlerinnen

Die Tsonga kennen vier Musikbögen, die in unterschiedlichen sozialen Zusammenhängen verwendet werden. Der xitende ist ein rund 150 Zentimeter langer Kalebassen-Musikbogen mit einer Saite aus Kupferdraht und einer Stimmschlinge, den wandernde Geschichtenerzählern (xilombe) spielen, weil sie hierfür den Mund nicht benötigen. Die Öffnung der Kalebasse wird wie beim baugleichen dende der Venda mehr oder weniger gegen den nackten Oberkörper gedrückt, um den Klang zu verändern. Den an den Enden stark gekrümmten, 90 Zentimeter langen Mundbogen xipendana mit einer ungefähr mittigen Stimmschlinge spielen nur Mädchen, häufig zwei Schulmädchen zusammen. Der fast gerade, aus einem etwa 60 Zentimeter langen Pflanzenrohr bestehende Mundbogen mqangala ähnelt dem Typus der Stabzither und entspricht dem in Malawi nur von Frauen gespielten mtyangala. Bei den Tsonga verwenden den mqangala meist ältere Männer und deren Töchter.
Der Schrapbogen wird bevorzugt von professionellen Hofmusikern im Umfeld eines Häuptlings gespielt, um den Häuptling und die ihn besuchenden Würdenträger zu unterhalten. Rund 40 Prozent des Volksmusikrepertoires der Tsonga gehört zur Kategorie der Bierdrinklieder, die sowohl am Hof des Häuptlings als auch bei sämtlichen Familienfeiern (Übergangszeremonien) vorgetragen werden, die im Leben eines Tsonga eine große Rolle spielen. Zur Musik am Hof gehören ferner eine weibliche Gesangsgruppe, bestehend aus den Frauen des Häuptlings und weiteren Verwandten sowie Tänzerinnen, die den Nationaltanz muchongola aufführen und Trommlerinnen.
Manchmal spielt den xizambi auch ein Geschichtenerzähler, der von Dorf zu Dorf wandert, singt, tanzt und musiziert, wofür er Essen und einen Übernachtungsplatz erhält. Noch seltener sind xizambi spielende Einsiedler, genannt mwarimatsi. Der Name bedeutet „Kind des Linkshänders“ und verweist auf die geringschätzige Haltung der Tsonga Linkshändern gegenüber. Die linke Hand ist die „Hand des Affen (nfene)“, sie wird für den Toilettengang gebraucht und gilt daher als unrein. Mit der rechten Hand wird Essen angeboten. Außerhalb der Gesellschaft Stehende, auch wenn sie sehr gute xizambi-Spieler sind, werden so bezeichnet.
Die Spieltechnik mit dem Schrapbogen bedingt einen andauernd hörbaren Ton des xizambi, bei dem eine Unterbrechung unerwünscht ist. Weil der Tonvorrat geringer ist als für die meisten Unterhaltungslieder (Bierdrinklieder) benötigt, aber die harmonischen Obertöne vorrätig sind, werden besonders hohe oder tiefe Töne der Melodie zum Abgleich eine Quarte oder Quinte nach oben oder nach unten transponiert. Dies ist im musikalischen System der Tsonga möglich, ohne dass für den Hörer die Melodie verlorengeht, weil eine absteigende pentatonische Tonfolge mit einer anderen, die parallel dazu eine Quarte oder Quinte entfernt ist, als melodisch identisch verstanden wird. Typischerweise trägt in einer Gesangsgruppe ein Teil der Gruppe die gleiche Melodie parallel in Quintabständen vor. Bei einem 1982 analysierten Lied verwendet der Spieler als Haupttöne C und G, die mit der leeren Saite produziert werden. Mit dem Finger verkürzt er von C zu D. Hinzu kommen der Oberton A und weitere Töne mit der verkürzten Saite. Wesentlich bei diesem Stück ist die mit dem Schrapstab produzierte unregelmäßige rhythmische Folge von etwa 4+3+2 oder 2+3+4 Zählzeiten.
Mit dem Mundraum lässt sich am besten der dritte, vierte, sechste und siebte Oberton verstärken. Für den fünften Oberton wird stattdessen mit dem Finger die Saite verkürzt. Vom Grundton c1 ausgehend verstärkt der Spieler mit einem engen Mundraum den dritten Oberton g2, mit einem normal offenen Mundraum den vierten Oberton c3 und mit einem weiten Mundraum den sechsten Oberton g3. Wenn Sänger sich solistisch mit dem xizambi begleiten, was häufig vorkommt, beschränkt sich das Spiel ohne den Einsatz des Mundes auf die rhythmischen Rasselgeräusche und den unveränderlich erklingenden zweiten Oberton. Ansonsten begleitet der xizambi einen Chor oder spielt mit einem anderen xizambi zusammen, wobei den Intervallen (Quarte und Quinte) zwischen beiden Instrumenten das harmonische Konzept der Tsonga-Musik zugrunde liegt.
Die so leicht auf dem xizambi zu reproduzierenden Intervalle sind für Thomas Johnston (1975) der mutmaßliche Grund für dessen große Beliebtheit. Damit wendet er sich gegen die Vermutung mancher Musikethnologen, die verbreitete Vokalharmonie im südlichen Afrika könnte umgekehrt von den vorhandenen Intervallen der Saiteninstrumente übernommen worden sein. Gründe für die Übernahme der Vokalharmonie (Gesang in Quart-Parallelen) von den akustischen Gesetzen der Musikbögen sind das übliche Vorkommen in Gegenden, in denen auch Musikbögen anzutreffen sind und die Beobachtung, dass Sänger, die sich mit einem Musikbogen begleiten, ihren Gesang auf die musikalischen Möglichkeiten des Instruments einstellen. Gegenargumente für die andere Hypothese, wonach die Saiteninstrumente gemäß den aus der Vokalmusik gestellten Ansprüchen ausgewählt werden, sind: In der Vokalmusik kommen häufig abwechselnd Melodien in  parallelen Quarten und Quinten vor, während Saiteninstrumente stets die nur gleichen Intervalle produzieren. Vokalmusik ist regional und in den verschiedenen Gesellschaftsschichten deutlich weiter verbreitet als die Verwendung des Musikbogens. Dass der xizambi zu den Musikbögen gehört, die etliche Zwischentöne produzieren können, die jedoch nie in den Liedern verwendet werden, scheint die Vorgaben aus der Vokalmusik zu bestätigen.